# Eichmann à Jérusalem
Pour les articles homonymes, voir Eichmann.
Eichmann à Jérusalem : Rapport sur la banalité du mal (titre original en anglais : Eichmann in Jerusalem: A Report on the Banality of Evil) est un livre de la philosophe Hannah Arendt, publié en 1963. Hannah Arendt, juive allemande ayant fui le régime nazi, a suivi le procès d'Adolf Eichmann à Jérusalem pour The New Yorker, et a produit 5 articles à partir desquels elle a rédigé un compte-rendu entremêlé de réflexions politiques et philosophiques.

## Contenu
Outre le déroulement du procès lui-même, et des rappels historiques du rôle d'Eichmann puisés dans La Destruction des Juifs d'Europe de Raul Hilberg et The final solution de Gerald Reitlinger (en), le livre expose les principales thèses politiques de la pensée d'Arendt et aborde les thèmes de la nécessité de résistance, de la Realpolitik considérée comme une aliénation de l'action politique, et du légalisme, qui « peut constituer une faute criminelle en cas de crise ».
Le livre développe notamment l'idée qu'Eichmann n'est ni un criminel né, ni un malade mental, mais un simple rouage d'une machine bureaucratique aveugle, dont les commis ont perdu toute idée d'éthique. N'entendant plus l'impératif catégorique, ceux-ci ont obéi aveuglement aux règlements et aux lois promulguées par un gouvernement légalement élu. C'est la raison pour laquelle Eichmann pouvait affirmer en toute tranquillité, qu'il n'était jamais sorti de la légalité du IIIe Reich. Pour Arendt, Eichmann est ainsi un banal fonctionnaire parmi des milliers d'autres.

## Réception critique
La publication d'Eichmann à Jérusalem provoque un scandale. L'idée de « banalisation du mal » engendra de nombreux débats et suscita de violentes polémiques,.